# Trigomphus succumbens
Trigomphus succumbens is een echte libel uit de familie van de rombouten (Gomphidae).
De wetenschappelijke naam van de soort werd in 1930 als Gomphus succumbens gepubliceerd door James George Needham.